# Église Saint-Laurent de Blars
L'église Saint-Laurent de Blars est une église catholique située dans la commune de Blars, dans le département du Lot, en France.

## Historique
D'après les monographies d'Edmond Albe, le prieuré de Blars est une possession de l'abbaye de Marcilhac. L'église de Blars aurait été usurpée avant la fin du XIe siècle par le seigneur du lieu qui s'appelait Barasc. C'était probablement Barasc de Thémines dont la famille avait la seigneurie de Caniac proche de Blars. 
Barasc de Thémines était parti en Terre sainte pour la première croisade. Avant de mourir, il aurait donné une lettre à l'évêque de Cahors, présent en Terre Sainte, pour obliger ses parents à restituer l'église. Les parents n'acceptèrent de rendre Blars et d'abandonner les droits seigneuriaux que moyennant une somme d'argent versée par l'abbé Gombert. Blars est alors redevenu un prieuré de Marcilhac et les moines ont construit un monastère. L'abbé de Marcilhac est le seigneur de Blars.
Le décor sculpté du portail du bras sud du transept permet de dater le chevet et le transept de l'église du milieu du XIIe siècle.
La première mention du prieur de Blars date de 1193. Puis on ne trouve plus de mention du prieuré ou d'un prieur jusqu'en 1547 quand le prieuré est donné à Jean d'Hébrard. Edmond Albe supposait que les bâtiments du monastère ont été démolis pendant la guerre de Cent ans. Cependant, l'existence d'un prieuré conventuel n'est pas assurée. 
La nef actuelle de l'église a été construite entre 1886-1887 dans le style néoroman. Le plan cadastral de 1828 ne représente pas de nef. Il est donc possible que l'église n'ait pas eu de nef avant la fin du XIXe siècle. Le clocher est moderne.
L'édifice est inscrit partiellement (transept, abside et absidioles) au titre des monuments historiques le 14 avril 1926. Plusieurs objets sont référencer dans la base Palissy.

## Description
Le plan de l'église est en croix latine.
La partie romane comprend l'abside flanquée d'absidioles et le transept. Elle est voûtée en berceau.
Les colonnes du transept sont décorées de chapiteaux à fauves affrontés et feuillages de facture rustique. L'arc de l'absidiole sud est supporté par des chapiteaux représentant d'un côté l'Avarice - un homme tenu avec des cordes par des démons - et l'Orgueil - représenté par des lions. Le chevet est décoré de modillons représentant des éléments floraux, des animaux, des visages humains.
L'archivolte du portail sud du transept est ornée d'un rinceau et le tore de l'arc est traité en torsade. Les deux chapiteaux corinthiens sont décorés de feuillage. Deux atlantes soutiennent les tailloirs. À côté, des scènes pourraient être des représentations d'épisodes de l'histoire de Samson.

## Galerie

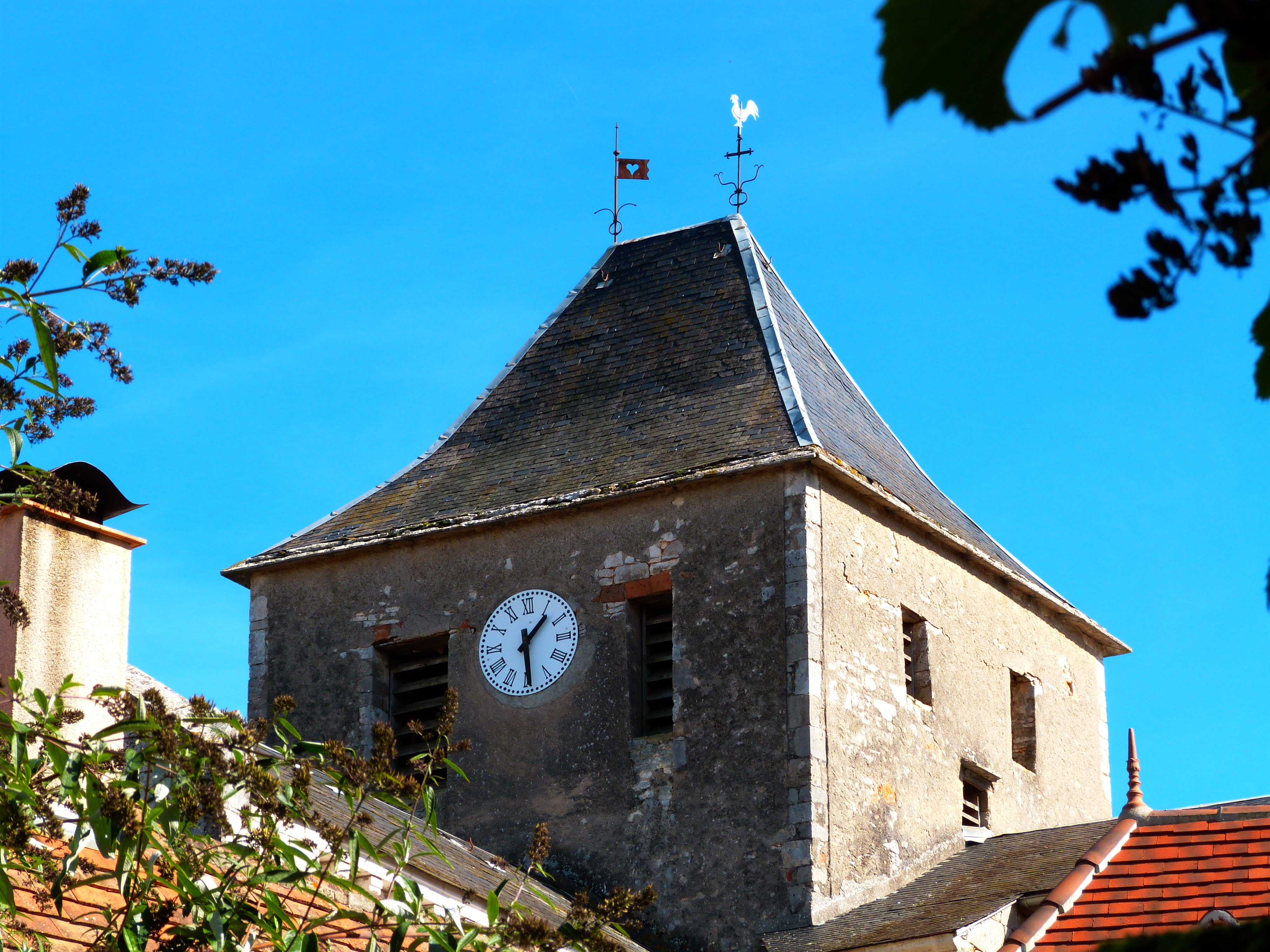
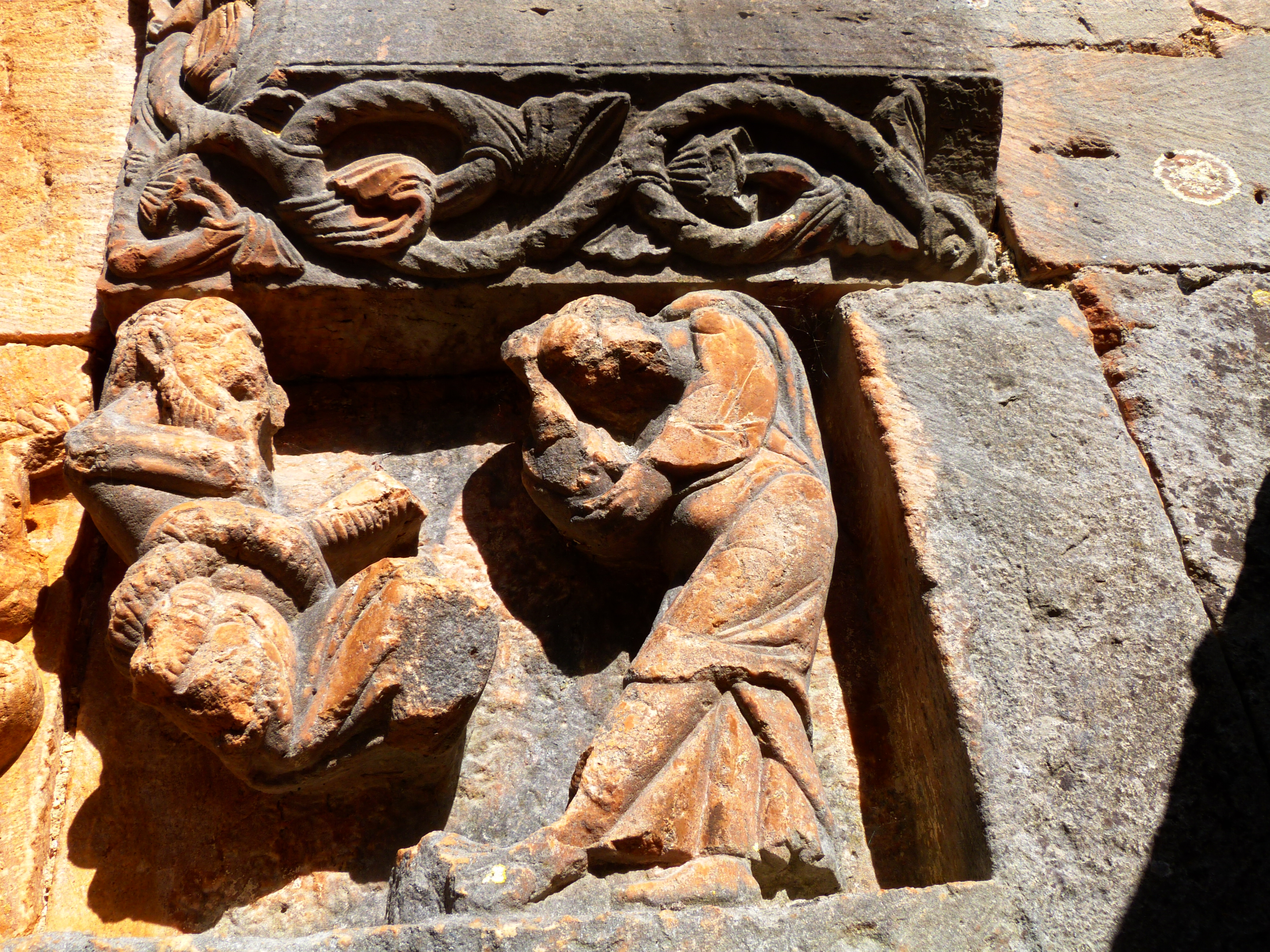
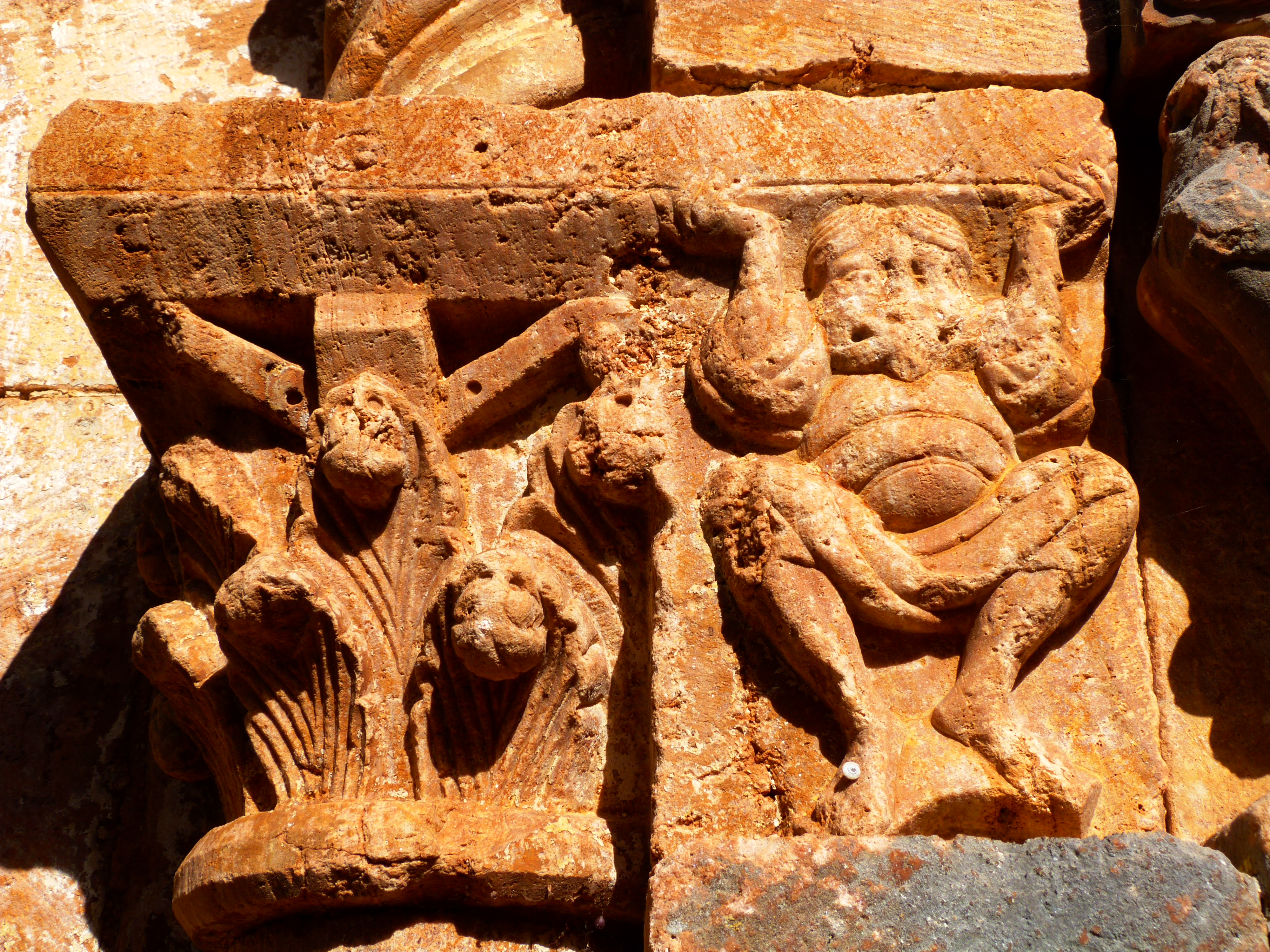
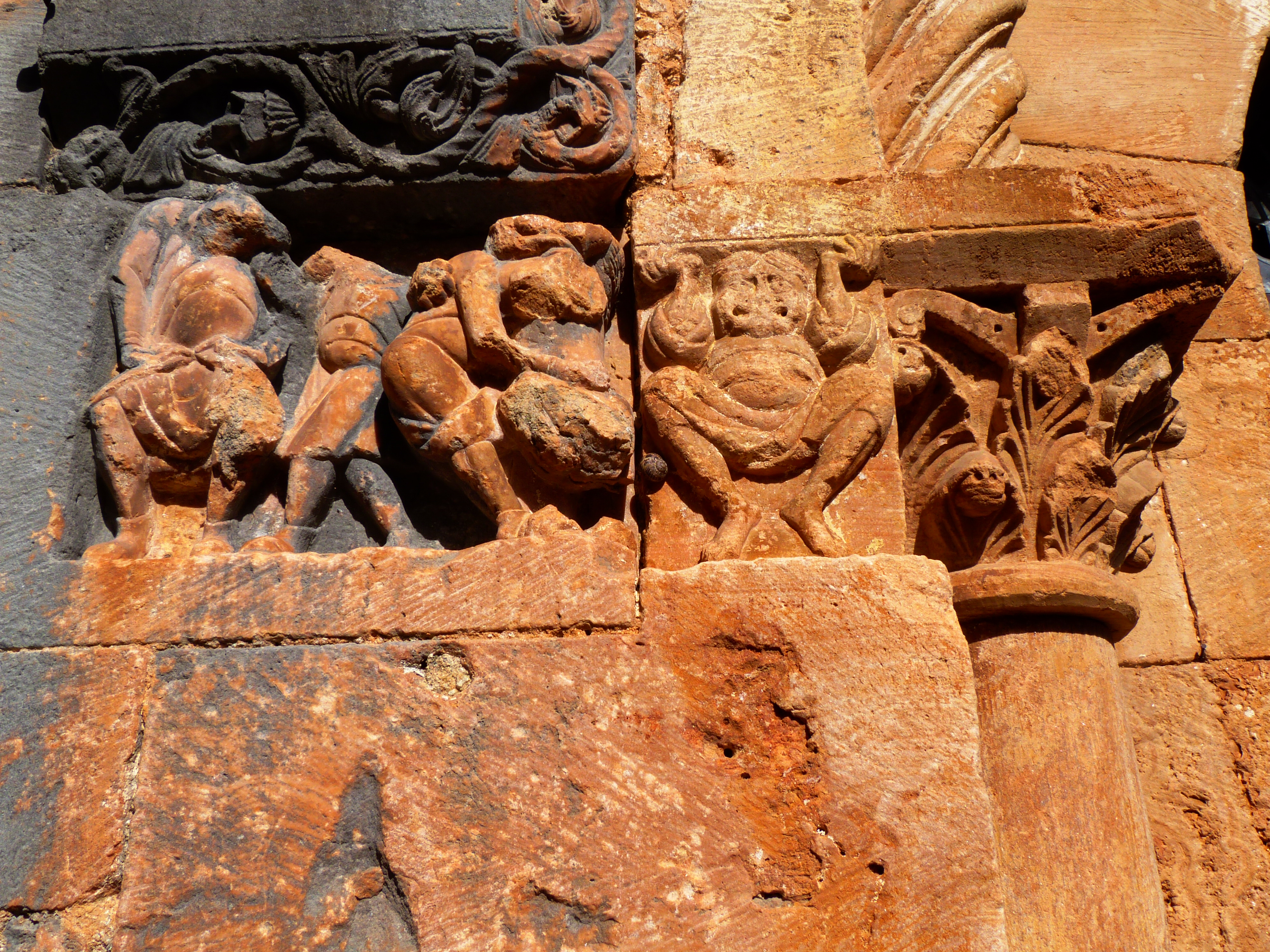
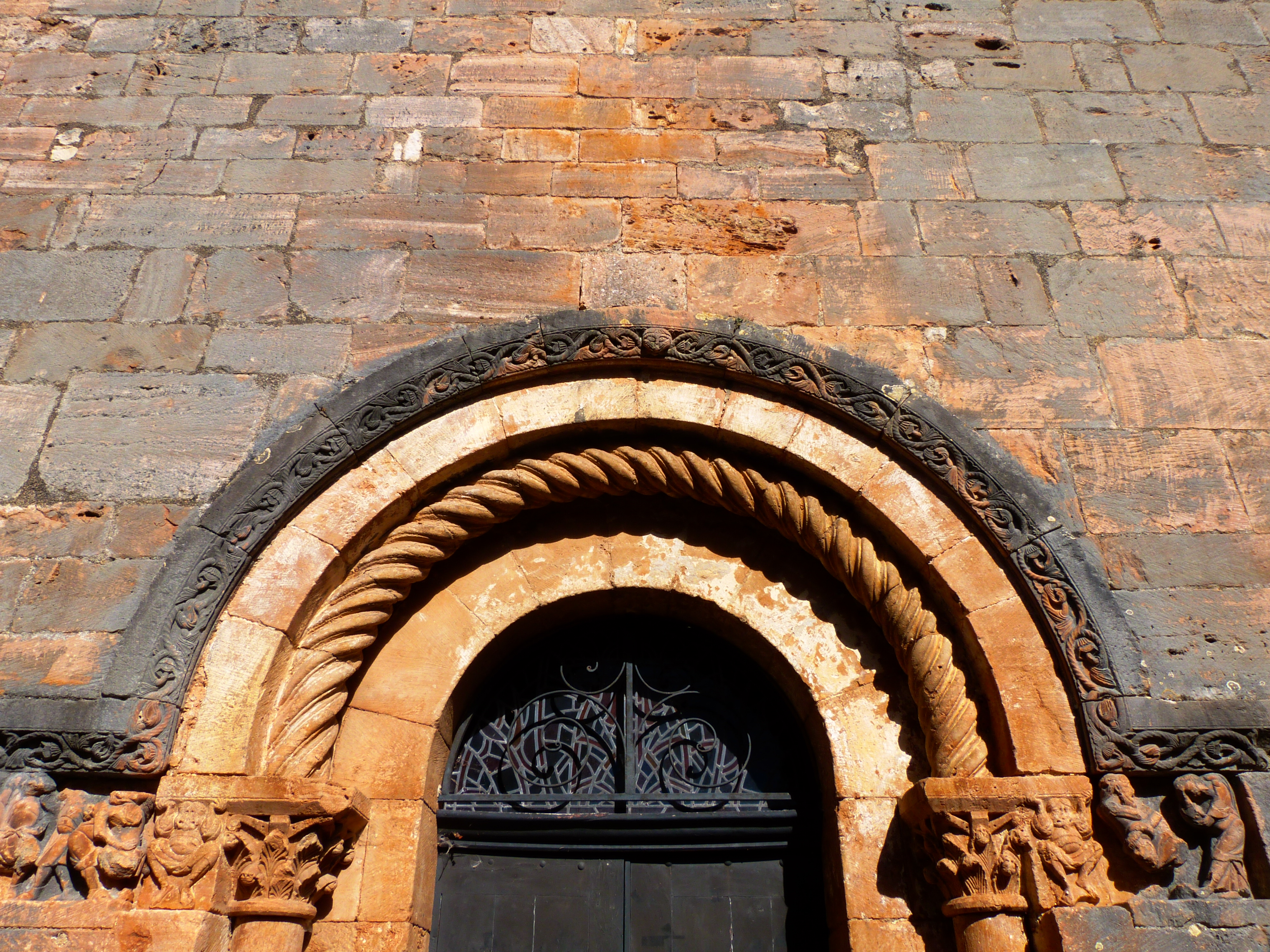
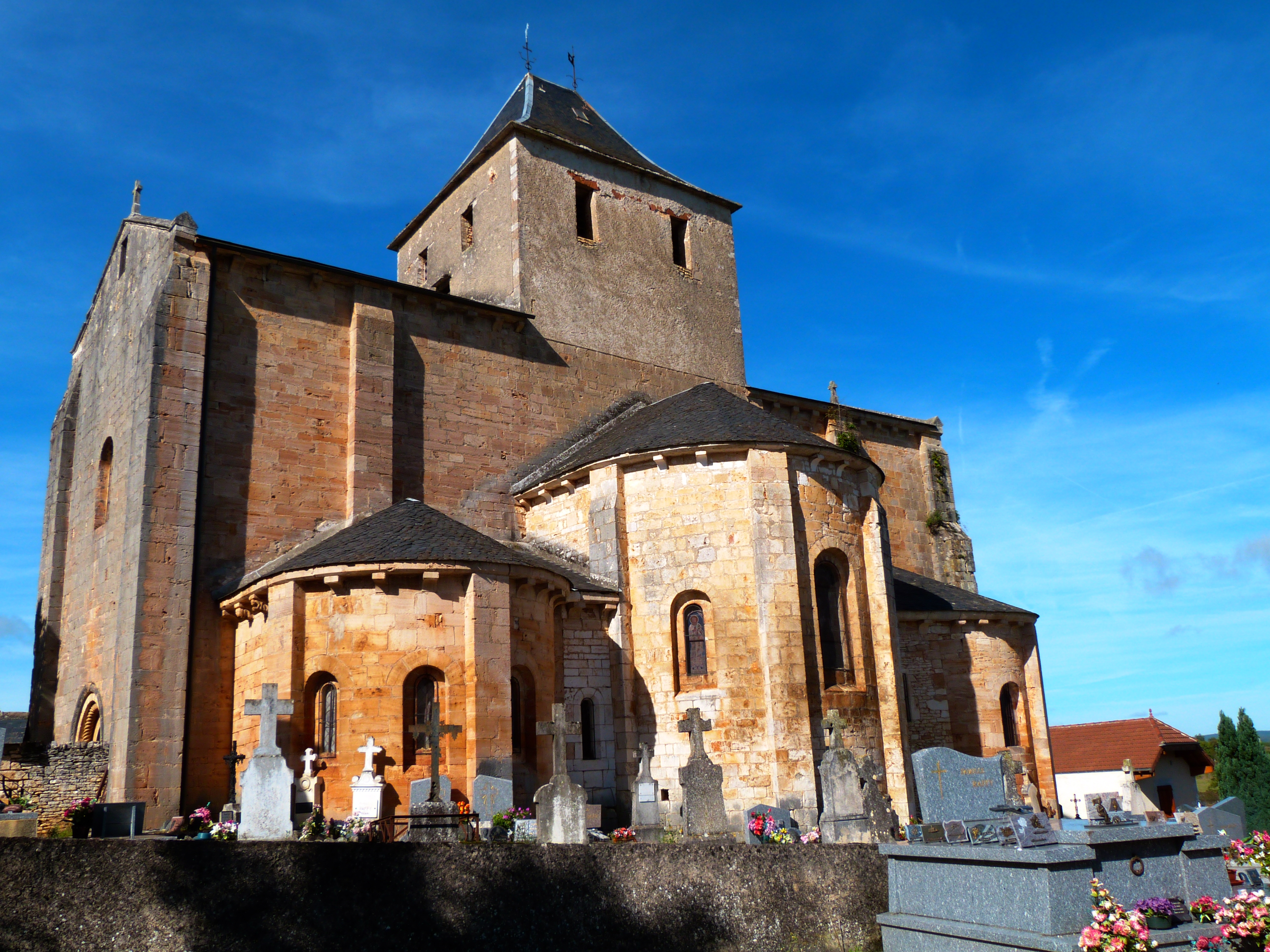